# 韋斯特鎮區 (伊利諾伊州埃芬漢縣)
韋斯特鎮區（英語：West Township）是位於美國伊利諾伊州埃芬漢縣的一個行政鎮區。

## 地方資料
根據2010年美國人口普查的數據，韋斯特鎮區的面積為95.70平方千米，當中陸地面積為95.60平方千米，而水域面積為0.10平方千米。當地共有人口463人，而人口密度為每平方千米4.84人。